# Vladyslav Revenko
Vladyslav Revenko (né le 15 novembre 1984 dans l'oblast de Kiev) est un athlète ukrainien spécialiste du saut à la perche. 

## Biographie

### Palmarès
| Date | Compétition                   | Lieu     | Résultat | Performance |
| ---- | ----------------------------- | -------- | -------- | ----------- |
| 2002 | Championnats du monde juniors | Kingston | 2e       | 5,55 m      |

### Records
| Épreuve          | Épreuve      | Performance | Lieu    | Date            |
| ---------------- | ------------ | ----------- | ------- | --------------- |
| Saut à la perche | En plein air | 5,80 m      | Leiria  | 19 juin 2005    |
| Saut à la perche | En salle     | 5,75 m      | Donetsk | 12 février 2005 |